# Borgward Isabella
Borgward Isabella var en modellserie av tyska bilmärket Borgward. Isabella började tillverkas 1954 som en ersättare till Borgward Hansa 1500. Isabella tillverkades fram till 1962 då över 200 000 exemplar levererats.
Isabella skulle egentligen marknadsföras under namnet Borgward Hansa 1500, men Isabella var ett namn som användes internt under utvecklingsarbetet och som blev så populärt att det fick följa med i produktionsbilarna. De först byggda bilarna hade inte namnet Isabella på bagageluckan, utan det lades till lite senare. Fram till 1957 stod det också "Hansa" på emblemet. 
Isabella var något mindre än föregångaren Hansa och hade även mindre motor. Hansa levde vidare under en kort period parallellt med Isabella i form av den sexcylindriga Hansa 2400. Isabella fanns med tre karossvarianter: 2-dörrars personvagn, 3-dörrars kombi och som coupé. Personvagnen fanns även som TS med starkare motor och finare inredning och coupé hade alltid den starkare motorn.
Bilens rostproblem gjorde att många exemplar blev väldigt kortlivade. Den svenska folkhumorn döpte därför modellen till Hon dansade en sommar efter en film som hade haft premiär några år tidigare. Bortsett från rostproblemen var Isabella känd för sin slitstyrka med bland annat 10 000-milsgaranti på motorn.
Borgward-koncernen, som även tillverkade Lloyd och Goliath, gick i konkurs 1962.

## Bilder

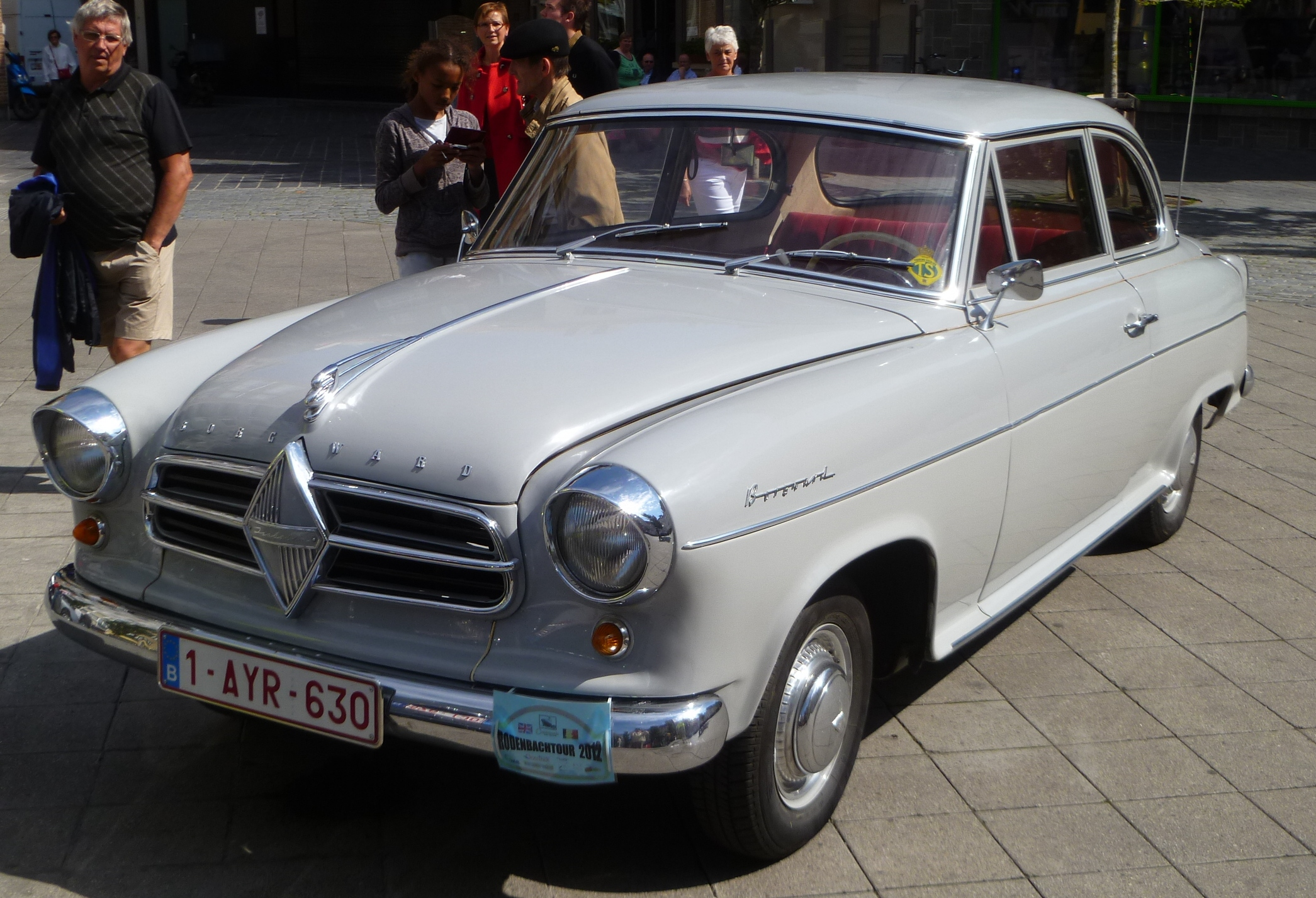
Borgward Isabella (1957).
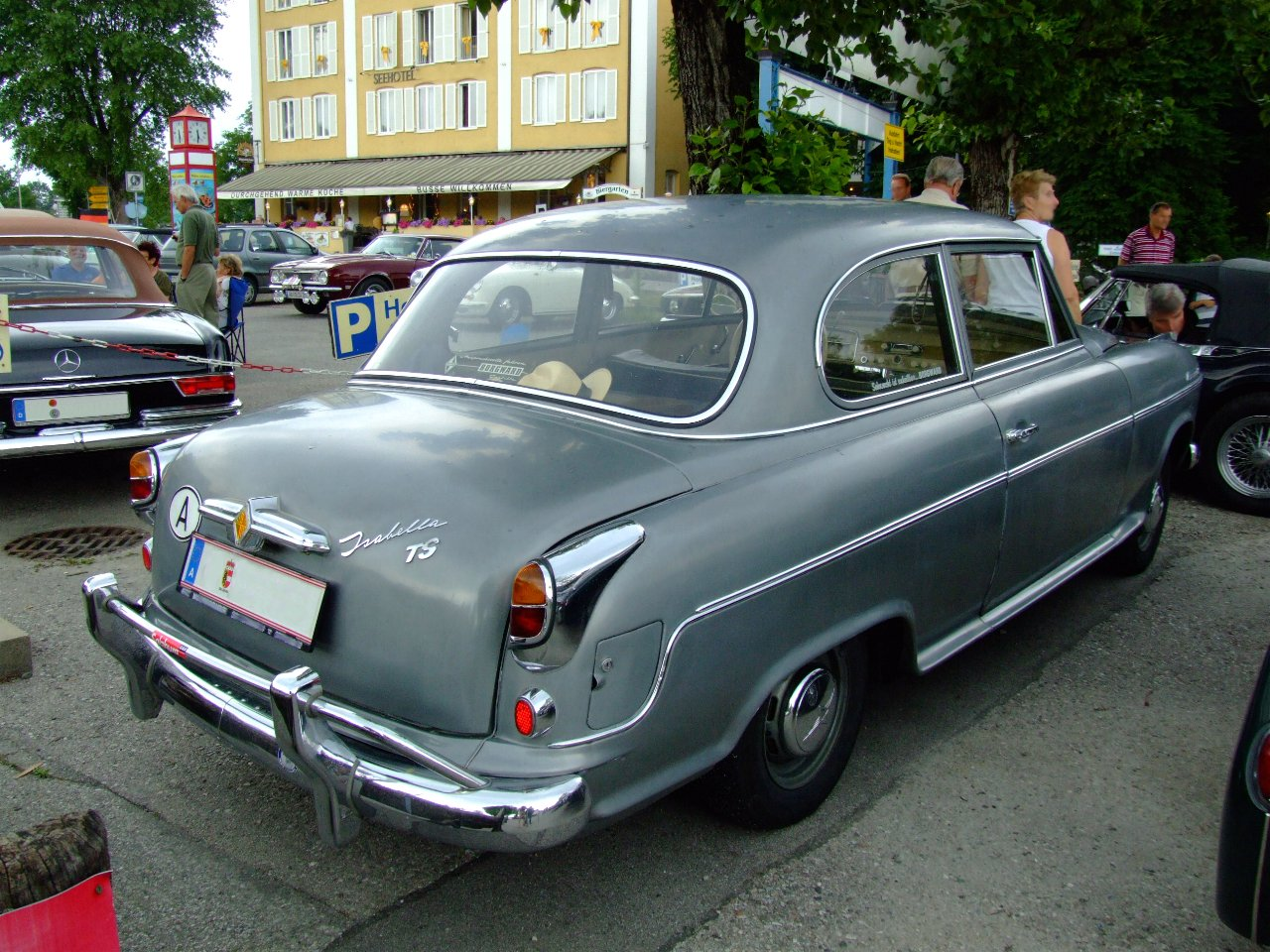
Borgward Isabella TS.
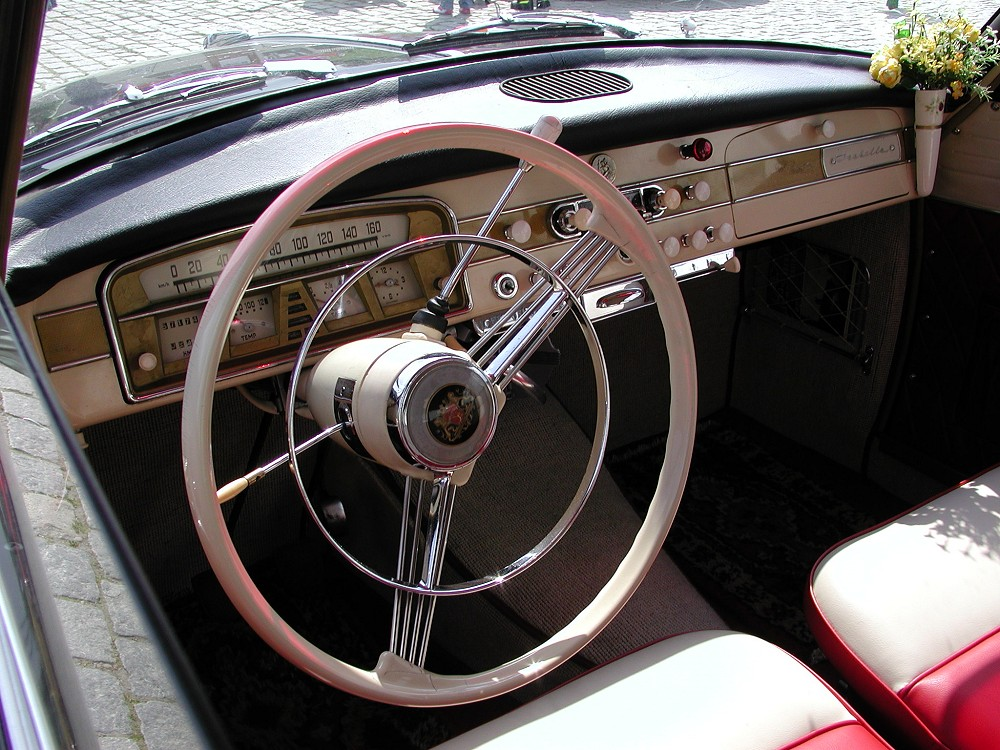
Borgward Isabella TS Deluxe.
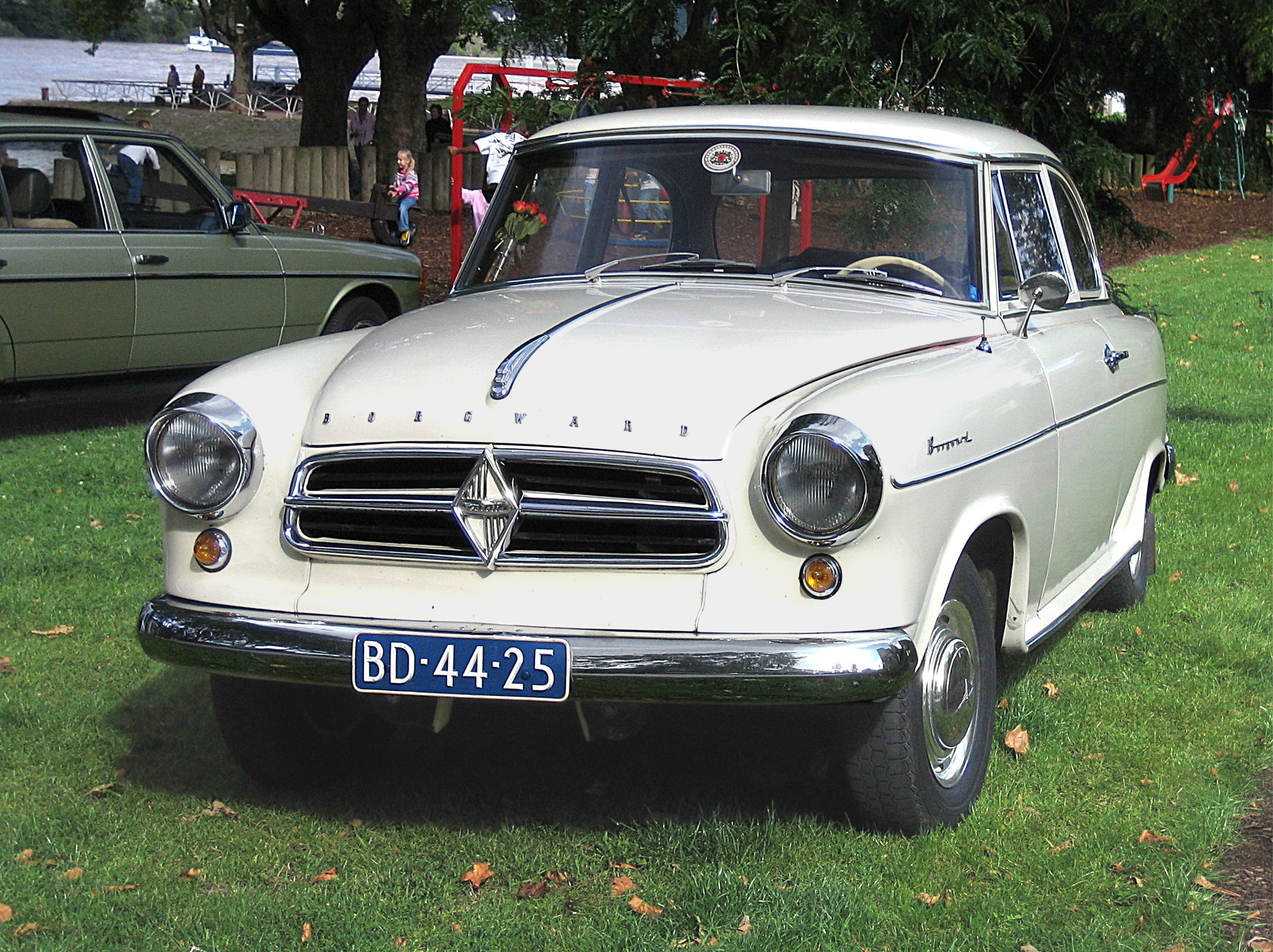
Borgward Isabella (1959/1960).